# Komenda Wojewódzka Straży Granicznej w Nowogródku
Komenda Wojewódzka Straży Granicznej w Nowogródku – organ dowodzenia Straży Granicznej w II Rzeczypospolitej w latach 1922 – 1923.

## Formowanie i zmiany organizacyjne
Wykonując postanowienia uchwały Rady Ministrów z 23 maja 1922 roku o powołaniu Straży Granicznej, Minister Spraw Wewnętrznych z dniem 1 września 1922 wprowadził w formacji nową organizację wewnętrzną. Ostatecznie nazwę „Baony Celne” na „Straż Graniczną” zmieniono rozkazem Ministra Spraw Wewnętrznych z 9 listopada 1922 roku. Granicę wschodnią podzielono na odcinki wojewódzkie. Komendy wojewódzkie Straży Granicznej przyjęły nazwy województw. Komendant podlegał w sprawach służby granicznej wojewodzie, a pod względem dyscyplinarnym, administracyjnym i regulaminowym głównemu komendantowi Straży Granicznej. Komendantom wojewódzkim za pośrednictwem komend powiatowych podlegały wszystkie bataliony Straży Granicznej stacjonujące w obrębie województwa.
Komenda Główna Straży Granicznej wyznaczyła z dniem 1 września 1922 roku obsadę personalną Komendy Wojewódzkiej Straży Granicznej w Nowogródku.

## Kadra komendy wojewódzkiej
Stan na dzień 1 września 1922:
- komendant – płk rez. pow. do sł. cz. Bronisław Wyhowski
- zastępca komendanta – rtm. Kazimierz Święcicki
- oficer do specjalnych zleceń – rtm. Owidzki
- oficer ordynansowy – por. Józef Kowalowsa

## Struktura organizacyjna
Dyslokacja według stanu na dzień 1 grudnia 1922
Komenda wojewódzka w Nowogródku
- Komenda Powiatowa Straży Granicznej w Stołpcach
  - 32 batalion Straży Granicznej – Raków
  - 12 batalion Straży Granicznej – Rubieżewicze
  - 2 batalion Straży Granicznej – Nowy Świerżeń
- Komenda Powiatowa Straży Granicznej w Nieświeżu
  - 34 batalion Straży Granicznej – Siejłowicze
  - 7 batalion Straży Granicznej – Orany
  - 29 batalion Straży Granicznej – Kleck